# 티베트계 미국인
티베트계 미국인은 티베트인 혈통의 미국인이다. 2020년 기준으로 26,700명 이상의 미국인이 티베트 혈통을 가지고 있는 것으로 추정된다. 티베트계 미국인의 대부분은 퀸스에 거주한다.

## 역사
티베트 민족은 1950년대 후반에 미국으로 이주하기 시작했다. 1990년 이민법 제134조는 인도와 네팔에 거주하는 티베트인들에게 1,000개의 이민 비자를 제공함으로써 티베트인의 미국 이민에 박차를 가했다. 이후 연쇄 이민이 이어졌고, 1998년에는 중앙 티베트 행정부(CTA)가 실시한 인구 조사에 따르면 티베트계 미국인 인구는 약 5,500명으로 증가했다. 2000년 미국 인구 조사에 따르면 5,147명의 미국 거주자가 티베트 혈통이라고 보고했다.

### 이민 타임라인
- 1948년: 텔로파 린포체가 존스 홉킨스 대학교에 고용되어 티베트 불교를 가르친다.
- 1952년: 제14대 달라이 라마의 형인 탁체르 린포체와 그의 친구 돈둡 걀첸이 미국으로 이민한다.
- 1955년: 게셰 응가왕 왕얄이 미국에 도착한다. 그는 뉴저지주의 칼미크 몽골계 미국인 공동체의 종교 지도자이자 영적 스승으로 봉사하며 컬럼비아 대학교에서 가르친다.
- 1957년–1971년: 티베트 게릴라 전사들이 CIA의 훈련을 받고 티베트에 여러 차례 침공을 감행한다.
- 1958년: 북아메리카 최초의 티베트 불교 수도원인 랍숨 셰두룹 링이 게셰 왕얄의 영적 지도 아래 뉴저지주에 설립된다.[5]
- 1960년: 록펠러 재단이 미국에 8개의 티베트학 연구 센터를 설립하고, 17명의 티베트 라마를 초청한다.[6]
- 1964년: 인도에서 온 4명과 미국에서 온 2명의 티베트인 6명이 코넬 대학교에서 1년 동안 행정 및 경제학을 집중적으로 공부하는 특별 프로그램에 등록한다.
- 1967년–1969년: 6명의 티베트인이 미국으로 이민하여 포티지 레이크의 그레이트 노던 제지 회사에서 나무꾼으로 일한다. 이듬해 21명이 합류한다.
- 1971년: 리처드 닉슨 대통령의 중화인민공화국 방문과 미중 관계 개선의 새로운 시대가 열리면서 CIA는 티베트 게릴라 지원을 위한 비밀 작전을 중단한다.
- 1986년: 뉴욕 티베트 사무소에서 실시한 인구 조사에 따르면 미국에 거주하는 티베트인은 256명이다.
- 1988년: 티베트 기금은 티베트 학생 및 전문가들이 미국에서 고등교육을 받을 수 있도록 매년 풀브라이트 장학 프로그램 장학금 보조금을 지원하기 시작한다.
- 1989년: 1,000명의 티베트인 정착을 지원하기 위해 티베트 미국 재정착 프로젝트(TUSRP)가 설립된다. 에드워드 베드나르가 이사로 임명된다.
- 1989년 4월: ICT 회장 텐진 테통, 달라이 라마의 대표 린첸 다르로, 에드워드 베드나르가 친티베트 단체, 실향민 재정착 기관, 미국 의회 직원, 이민법 자문가 등과 만나 18개월간 TUSRP를 위한 옹호 활동을 시작한다.
- 1991년: 티베트 기금이 관리하는 풀브라이트 장학금의 일환으로 켄터키주 베레아에 있는 베레아 칼리지는 첫 2명의 학생을 등록시키고 매년 2명씩 4년제 학부 프로그램에서 공부하게 한다. 이 프로그램은 여전히 계속되고 있으며, 대부분 미국에 재정착한 20명 이상의 졸업생을 배출했다.
- 1992년: TUSRP에 따라 1,000명의 티베트인 중 첫 번째 그룹이 미국에 도착하여 미국 전역의 6개 클러스터 지역에 정착한다.
- 1993년: 1992년 첫 번째 티베트인 그룹이 도착한 지 1년여 만에 미국 전역의 18개 주에 21개의 클러스터 지역이 개설된다.
- 1993년–2002년: 가족 재결합을 통해 더 많은 티베트인들이 원래 1,000명의 그룹에 합류하기 위해 도착한다. 2002년까지 미국에는 약 8,650명의 티베트인과 30개의 티베트 공동체 협회가 있다.

## 인구 통계
2001년에는 약 7,000명으로 추정되었고, 2008년에는 뉴욕의 CTA 티베트 사무소에서 미국의 티베트 인구를 약 9,000명으로 비공식적으로 추정했다. 2020년, 중앙 티베트 행정부는 미국에 거주하는 티베트인의 수를 26,700명 이상으로 추정했다. 티베트인들의 미국 이주는 주로 북동부, 오대호 지역, 산악 서부에 위치한 22개의 "클러스터 그룹" 패턴을 따랐다. 다른 공동체로는 오스틴과 샬러츠빌이 있다. 티베트나 다른 지역에서 태어난 티베트계 미국인들은 중국이 티베트를 점령했기 때문에 선택권 없이 공식적으로 중국 국적으로 인정된다.

### 북동부

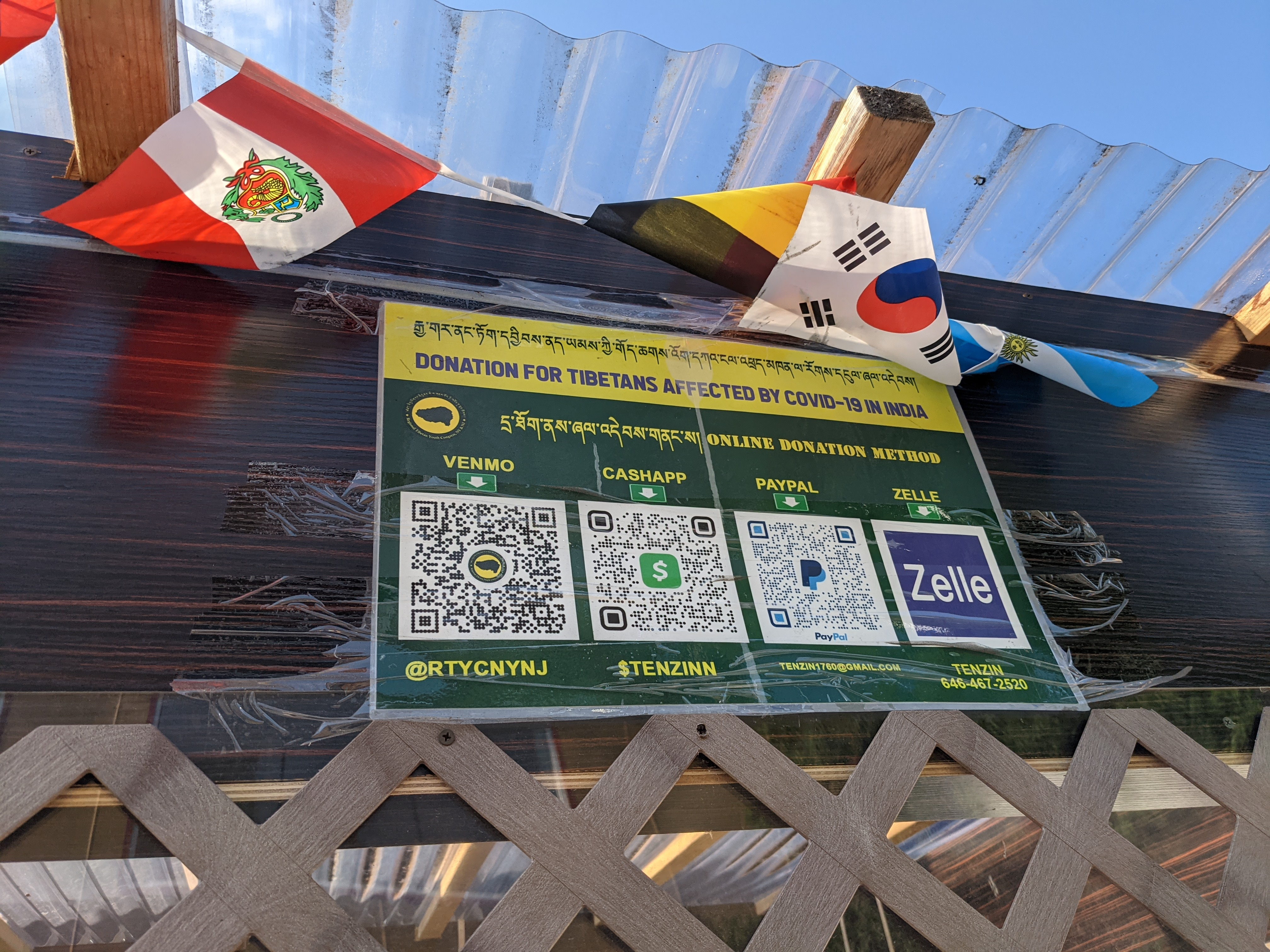
뉴욕 "리틀 티베트" 지역의 광고로, 코로나바이러스감염증-19 구호 활동에 티베트계 미국인들이 기부하도록 촉구하며, 인도의 2021년 코로나19 발생으로 어려움을 겪는 디아스포라 구성원들을 돕기 위한 것이다.

북동부 지역의 티베트계 미국인 공동체는 보스턴과 애머스트, 이타카, 뉴욕, 그리고 코네티컷주, 버몬트주, 뉴저지주에 존재한다. 뉴욕과 뉴저지에서는 주로 퀸즈와 뉴브런즈윅에 거주한다.
노스필드 타운은 현재 트리장 린포체의 본거지였는데, 그는 돌제 슈그덴 논쟁으로 인해 달라이 라마와 소원해졌으며, 이 곳은 수천 명의 추종자들을 위한 문화 유산 센터가 되었다.

### 중부 대서양
중부 대서양 지역에서는 가장 큰 공동체가 노던 버지니아, 워싱턴 D.C., 몽고메리군, 필라델피아, 펜실베이니아, 그리고 샬러츠빌에서 발견될 수 있다.

### 오대호 지역

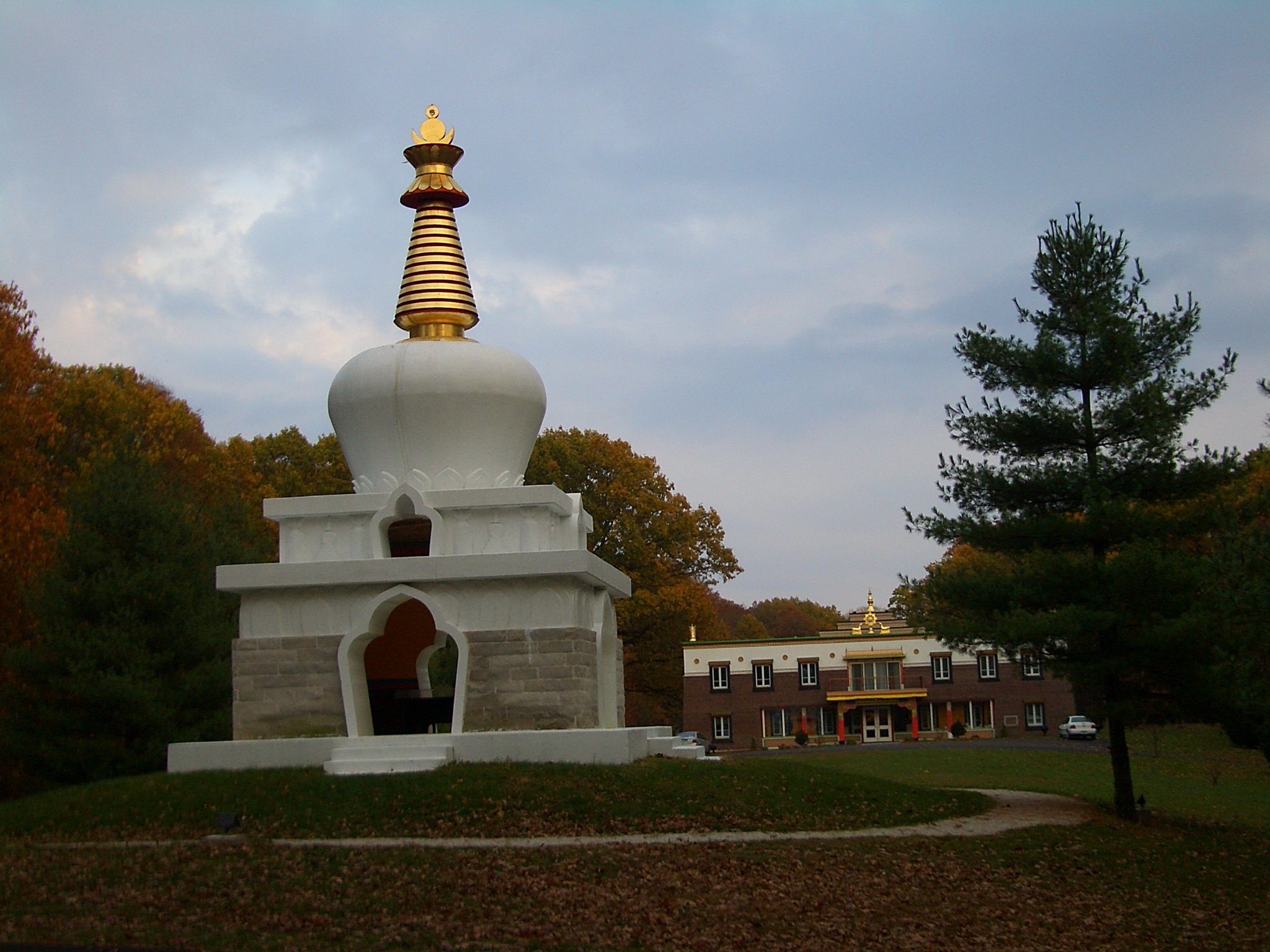
블루밍턴, 인디애나 티베트 몽골 불교 문화 센터 부지

오대호 지역의 티베트계 미국인 공동체는 시카고와 미네소타주, 오하이오주, 인디애나주, 위스콘신주, 미시간주에 존재한다. 인디애나 대학교 캠퍼스 근처 블루밍턴에는 티베트 몽골 불교 문화 센터가 있다. 달라이 라마의 작고한 형제는 그 대학의 교수였다.
미네소타주는 미국에서 두 번째로 큰 티베트계 미국인 집중 지역이다.

### 미국 서부
미국 서부의 티베트계 미국인 공동체는 시애틀, 워싱턴주, 포틀랜드, 버클리, 남부 캘리포니아의 여러 지역, 그리고 콜로라도스프링스, 콜로라도주, 보이시, 아이다호주, 몬태나주, 앨버커키, 뉴멕시코주, 워싱턴주, 그리고 솔트레이크시티, 유타주에 존재한다.
매년 8월 시애틀에서는 연례 티베트 축제가 열린다.

#### 콜로라도
전체적으로 수는 적지만, 콜로라도주는 북아메리카에서 티베트인 밀집도가 가장 높은 곳 중 하나이며, 볼더, 콜로라도스프링스, 더글러스군, 크레스톤에 집중되어 있다. 이 주에는 나로파 대학교가 있는데, 그 가치 선언문에는 "우리는 불교에서 영감을 받았으며, 모든 신앙을 가진 교수진, 직원, 학생들뿐만 아니라 어떤 종교도 믿지 않는 사람들을 환영하는 에큐메니칼하고 비종파적이다"라고 명시되어 있다. 캐슬록 서쪽에는 불교 공동체가 있으며, 여러 도시에는 티베트 아웃리치 단체가 있다. 콜로라도스프링스에만 티베트 상점 3개와 식당 1개가 있다.
이러한 다소 특이한 인구 통계의 주된 이유는 중앙정보국(CIA)이 리드빌 외곽의 캠프 헤일에서 티베트 게릴라를 비밀리에 훈련시켰기 때문이다. 캠프 헤일은 1959년부터 1965년 사이에 중국 인민해방군이 티베트 지역을 다시 점령한 후, 티베트에 존재하는 저항을 돕기 위해 해외 티베트인들을 침투시키기 위한 훈련 캠프로 사용되었다.
1958년부터 1960년까지 앤서니 포셰프니는 공산주의 정부에 대항하는 중화인민공화국 내 작전을 위해 티베트 캄바족과 후이족 무슬림을 포함한 다양한 특수 임무 팀을 훈련시켰다. 포셰프니는 때때로 자신이 제14대 달라이 라마를 티베트 밖으로 직접 호위했다고 주장했지만, 티베트 망명 소식통은 이를 부인한다.
이 장소는 이 지역의 로키산맥이 히말라야 고원과 유사하다는 이유로 선택되었다. CIA는 1959년과 1960년 사이에 캠프 헤일 훈련생 네 그룹을 티베트 내부로 낙하산 투하하여 남아있는 저항 그룹과 접촉하게 했지만, 이 임무는 많은 팀원들의 사망 또는 포획으로 이어졌다.

## 저명한 인물
- 로디 걀리, 외교관, 달라이 라마의 전 특별 특사[12]
- 최냠 트룽파, 불교 명상 스승
- 응가왕 왕얄, 불교 승려 및 학자
- 타르탕 툴쿠, 티베트 불교의 닝마파 전통을 미국에 소개한 인물
- 툽텐 지그메 노르부, 티베트 라마, 작가, 민권 운동가 및 티베트 연구 교수
- 트리장 린포체, 겔룩파 라마이자 파봉카 데첸 닝포의 직계 제자
- 케상 마르스트란드, 포크 가수, 작곡가, 기타리스트
- 롭상 냔닥, 미주 지역 제14대 달라이 라마의 전 대표 및 티베트 기금 회장
- 아프탑 푸레발, 신시내티 시장
- 텐징 리그돌, 예술가[13]

## 같이 보기
- 티베트계 캐나다인
- 자유 티베트 학생회
- 미국 히말라야 재단
- 티베트 기금